# Belén Gualcho
Belén Gualcho est une municipalité du Honduras, située dans le département d'Ocotepeque. La municipalité comprend 16 villages et 68 hameaux. Elle est fondée en 1715.

## Source de la traduction
- (en) Cet article est partiellement ou en totalité issu de l’article de Wikipédia en anglais intitulé « Belén Gualcho » (voir la liste des auteurs).